# Ерай Джемерт
Ерай Джемерт (нім. Eray Cömert, нар. 4 лютого 1998, Базель) — швейцарський футболіст, захисник клубу «Валенсія». На умовах оренди грає за французький «Нант».
Виступав, зокрема, за клуби «Базель» та «Сьйон», а також національну збірну Швейцарії.
Володар Кубка Швейцарії.

## Клубна кар'єра
Народився 4 лютого 1998 року в місті Базель. Вихованець юнацьких команд футбольних клубів «Конкордія» (Базель) та «Базель».
У дорослому футболі дебютував 2015 року виступами за команду «Базель» U-21, в якій провів два сезони, взявши участь у 14 матчах чемпіонату.
Своєю грою за цю команду привернув увагу представників тренерського штабу головної команди «Базеля», до складу якої почав залучатися 2016 року. Відіграв за команду з однойменного міста наступний сезон своєї ігрової кар'єри.
Протягом 2017 року захищав кольори клубів «Лугано» та «Сьйон», граючи на правах оренди.
До складу «Базеля» повернувся 2018 року.

## Виступи за збірні
У 2013 році дебютував у складі юнацької збірної Швейцарії (U-15), загалом на юнацькому рівні взяв участь у 26 іграх.
З 2018 року залучався до складу молодіжної збірної Швейцарії. На молодіжному рівні зіграв в одному офіційному матчі, забив 1 гол.
У 2019 році дебютував в офіційних матчах у складі національної збірної Швейцарії.
| Дата       | Місто        | Господарі  | Результат | Гості       | Турнір                               | Голи | Примітки |
| ---------- | ------------ | ---------- | --------- | ----------- | ------------------------------------ | ---- | -------- |
| 18-11-2019 | Гібралтар    | Гібралтар  | 1 – 6     | Швейцарія   | Відбір до ЧЄ 2020                    | -    | 65'      |
| 7-10-2020  | Санкт-Галлен | Швейцарія  | 1 – 2     | Хорватія    | товариський матч                     | -    |          |
| 11-11-2020 | Геверле      | Бельгія    | 2 – 1     | Швейцарія   | товариський матч                     | -    |          |
| 31-3-2021  | Санкт-Галлен | Швейцарія  | 3 – 2     | Фінляндія   | товариський матч                     | -    |          |
| 30-5-2021  | Санкт-Галлен | Швейцарія  | 2 – 1     | США         | товариський матч                     | -    | 69'      |
| 3-6-2021   | Санкт-Галлен | Швейцарія  | 7 – 0     | Ліхтенштейн | товариський матч                     | -    |          |
| 1-9-2021   | Базель       | Швейцарія  | 2 – 1     | Греція      | товариський матч                     | -    | 46'      |
| 29-3-2022  | Цюрих        | Швейцарія  | 1 – 1     | Косово      | товариський матч                     | -    |          |
| 9-6-2022   | Женева       | Швейцарія  | 0 – 1     | Іспанія     | Ліга націй УЄФА 2022-2023 - 1-й етап | -    |          |
| 17-11-2022 | Абу-Дабі     | Гана       | 2 – 0     | Швейцарія   | товариський матч                     | -    |          |
| 24-11-2022 | Ель-Вакра    | Швейцарія  | 1 – 0     | Камерун     | ЧС 2022 - груповий етап              | -    | 90'      |
| 6-12-2022  | Лусаїл       | Португалія | 6 – 1     | Швейцарія   | ЧС 2022 - 1/8 фіналу                 | -    | 46' 59'  |
| Усього     |              | Матчів     | 12        |             | Голів                                | 0    |          |

## Титули і досягнення
- Володар Кубка Швейцарії (1):

«Базель»: 2018–2019